# Сенді-Бей 5
Сенді-Бей 5 (англ. Sandy Bay 5) — індіанська резервація в Канаді, у провінції Манітоба, у межах муніципалітету Вестлейк-Ґледстоун.

## Населення
За даними перепису 2016 року, індіанська резервація нараховувала 2515 осіб, показавши зростання на 0,2%, порівняно з 2011-м роком. Середня густина населення становила 40,3 осіб/км².
З офіційних мов обидвома одночасно володіли 5 жителів, тільки англійською — 2 500, а 10 — жодною з них. Усього 715 осіб вважали рідною мовою не одну з офіційних, з них 705 — одну з корінних мов.
Працездатне населення становило 19,6% усього населення, рівень безробіття — 27%.
Середній дохід на особу становив $14 123 (медіана $5 972), при цьому для чоловіків — $9 485, а для жінок $18 616 (медіани — $1 050 та $12 544 відповідно).
11,5% мешканців мали закінчену шкільну освіту, не мали закінченої шкільної освіти — 74,5%, 14% мали післяшкільну освіту, з яких 20% мали диплом бакалавра, або вищий.
| Статево-вікова структура населення | Статево-вікова структура населення | Статево-вікова структура населення | Статево-вікова структура населення | Статево-вікова структура населення |
| ---------------------------------- | ---------------------------------- | ---------------------------------- | ---------------------------------- | ---------------------------------- |
|                                    |                                    |                                    |                                    |                                    |
| Всього                             | Всього                             | 51,3%48,7%                         |                                    |                                    |
| 0 — 14 років                       | 0 — 14 років                       |                                    | 36%                                | 36%                                |
| 15 — 64 років                      | 15 — 64 років                      |                                    | 60,8%                              | 60,8%                              |
| 65 і більше                        | 65 і більше                        |                                    | 3,2%                               | 3,2%                               |
| Середній вік (років)               | Середній вік (років)               | 25,626,5                           | 26,0                               | 26,0                               |
| Медіана (років)                    | Медіана (років)                    | 20,421,6                           | 20,9                               | 20,9                               |
| — чоловіки — жінки                 |                                    |                                    |                                    |                                    |

| Походження мешканців:     | Походження мешканців:     | Походження мешканців: | Походження мешканців: | Походження мешканців: |
| ------------------------- | ------------------------- | --------------------- | --------------------- | --------------------- |
| Походження                |                           |                       | осіб                  | %                     |
| Корінні американці        | Корінні американці        |                       | 2 505                 | 99.6%                 |
| Інше північноамериканське | Інше північноамериканське |                       | 20                    | 0.8%                  |
| Європейське               | Європейське               |                       | 50                    | 1.99%                 |
| британське                | британське                |                       | 30                    | 1.19%                 |
| французьке                | французьке                |                       | 15                    | 0.6%                  |

## Клімат
Середня річна температура становить 2,3°C, середня максимальна – 23,3°C, а середня мінімальна – -23,9°C. Середня річна кількість опадів – 498 мм.
| Клімат поселення                              | Клімат поселення | Клімат поселення | Клімат поселення | Клімат поселення | Клімат поселення | Клімат поселення | Клімат поселення | Клімат поселення | Клімат поселення | Клімат поселення | Клімат поселення | Клімат поселення | Клімат поселення |
| Показник                                      | Січ.             | Лют.             | Бер.             | Квіт.            | Трав.            | Черв.            | Лип.             | Серп.            | Вер.             | Жовт.            | Лист.            | Груд.            |                  |
| Середній максимум, °C                         | −12,36           | −8,61            | −1,78            | 7,97             | 16,08            | 22,15            | 23,31            | 22,46            | 16,80            | 10,03            | 0,00             | −9,46            |                  |
| Середня температура, °C                       | −18,14           | −14,39           | −7,56            | 2,19             | 10,30            | 16,36            | 19,17            | 18,30            | 12,64            | 5,90             | −4,15            | −13,6            |                  |
| Середній мінімум, °C                          | −23,91           | −20,16           | −13,34           | −3,59            | 4,53             | 10,60            | 15,02            | 14,17            | 8,49             | 1,74             | −8,3             | −17,73           |                  |
| Норма опадів, мм                              | 20               | 15               | 24               | 27               | 53               | 82               | 76               | 62               | 52               | 40               | 24               | 23               |                  |
| Середньомісячна швидкість вітру, м/с          | 4.00             | 3.90             | 4.05             | 4.30             | 4.30             | 3.90             | 3.50             | 3.60             | 4.00             | 4.39             | 4.26             | 4.07             |                  |
| Середньомісячна сонячна радіація, кДж/м²·день | 4031             | 7410             | 12541            | 17226            | 20199            | 21392            | 21753            | 18433            | 12613            | 7464             | 4049             | 3001             |                  |
| --------------------------------------------- | ---------------- | ---------------- | ---------------- | ---------------- | ---------------- | ---------------- | ---------------- | ---------------- | ---------------- | ---------------- | ---------------- | ---------------- | ---------------- |
| Джерело:                                      |                  |                  |                  |                  |                  |                  |                  |                  |                  |                  |                  |                  |                  |